# Catarina Montacute, Condessa de Salisbury
Catarina Montacute, Condessa de Salisbury (c. 1304 - 23 de novembro de 1349), era uma nobre Inglesa, lembrada por sua relação com o Rei Eduardo III de Inglaterra e, possivelmente, a mulher em cuja real honra da Ordem da Jarreteira foi originada. Ela nasceu Catherine Grandison, filha de Guilherme de Grandison, 1º Barão Grandison, e casou com Guilherme Montagu, 1.º Conde de Salisbury, em 1320.

## Biografia
Segundo rumores, o rei Eduardo III era tão apaixonado pela Condessa, que forçou a sua atenção sobre ela em cerca de 1340, depois de ter aliviado um cerco escocês sobre Castelo Wark, em Northumberland, onde ela morava, enquanto seu marido estava fora do país. Um jogo elisabetano, Eduardo III, lida com este incidente. No jogo, o Conde de Warwick é o pai da Condessa de nome desconhecido, embora ele não fosse o pai dela na vida real.
Por volta de 1348, a Ordem da Jarreteira, foi fundada por Eduardo III. Conta-se na lenda de sua criação que ele fez isso depois de um incidente em um baile real: o rei estava dançando com a Condessa de Salisbúria numa grande festa da corte, quando esta deixou cair a sua jarreteira. Ao apanhá-la do chão e amarrá-la de volta à sua perna, o rei reparou que os presentes os fitavam com sorrisos e murmúrios. Irado, exclamou: «Honni soit qui mal y pense» ("envergonhe-se quem nisto vê malícia"), frase que se tornou o lema da ordem; disse ele ainda que tornaria aquela pequena jarreteira azul tão gloriosa que todos haveriam de desejá-la. Supõe-se que Froissart está referindo-se tanto a Catarina, ou a sua nora, Joana de Kent.

## Descendência
Catarina e Guilherme tiveram seis filhos:
- Isabel Newquay (n. antes de 1325), casou com Hugo le Despencer, 2º Barão le Despencer antes de 27 de abril 1341.
- João Montacute, (1327-1396), pai de João Montacute, 3.º Conde de Salisbúria.
- Guilherme Montagu, 2.º conde de Salisbúria (1329-1397).
- Ana Montacute, (n. 1330), casou com João de Grey, em 12 de junho 1335.
- Filipa Newquay (n. 1332) casou com Rogério Mortimer, 2º conde de March.
- Sibila Newquay (n. antes de 1339), casado Edmundo FitzAlan sobre 1356.